# Lucknow-Pakt
Der Lucknow-Pakt war eine Übereinkunft zwischen dem Indischen Nationalkongress und der Muslim-Liga zur Zeit von Britisch-Indien. 1916 handelte Mohammed Ali Jinnah, ein Mitglied des Indischen Nationalkongresses, in Lucknow eine Übereinkunft mit der Muslim-Liga aus um Druck auf die britischen Kolonialherren auszuüben. Ziel war eine liberalere Gestaltung der Herrschaft und damit eingehend mehr Autorität der Inder gegenüber den Briten. Dies war eine grundlegende Wendung in der Politik der Muslim-Liga, so trat sie zuvor lediglich für das Partialinteresse der Muslime ein, für welches sie die Kolonialherrschaft der Briten im Gegensatz zu den Hindus brauchten.

## Hauptforderungen
Die Hauptforderungen des Paktes waren:
- Selbstregierung der indischen Bevölkerung
- Die Vertretung der Muslime sollte in der Zentralverwaltung zu einem Drittel vertreten sein
- Es sollte unterschiedliche Wählerschaften für alle Gemeinschaften geben, bis eine Gemeinschaft nach gemeinsamen Wählerschaften verlangt
- Die Anzahl der Mitglieder des zentralen Legislativrates sollte auf 150 erhöht werden
- Auf regionaler Ebene sollten 4/5 der Mitglieder des Legislativrates gewählt werden und 1/5 ernannt
- Die Größe der regionalen Legislative sollte in Hauptprovinzen nicht größer als 125 sein und in kleineren Provinzen sich zwischen 50 und 75 bewegen
- Alle Mitglieder, ausgenommen jene, die ernannt werden, sollten direkt gewählt werden – basierend auf dem Erwachsenenvorrecht
- Kein Gesetz betreffend einer Gemeinde sollte durchgesetzt werden können, wenn 3/4 der Mitglieder des Legislativrates in der Gemeinde dagegen sind
- Der Legislativrat sollte für fünf Jahre gewählt werden
- Die Mitglieder des Legislativrates wählen ihrerseits einen Präsidenten
- Die Hälfte der Mitglieder des imperialen Legislativrates sollen Inder sein
- Der Indische Rat wird abgeschafft
- Die Gehälter des Staatssekretärs für indische Angelegenheiten sollten durch die britische Regierung und nicht von dem indischen Kapital gezahlt werden
- Von zwei stellvertretenden Sekretären sollte einer indisch sein
- Die Exekutive sollte von der Judikative getrennt werden

## Folgen
Größere Folgen hatte der Pakt nicht. Zwar kündigte die Regierung 1917 an, Indien langsam in die Unabhängigkeit zu entlassen, aber in die Tat umgesetzt wurde dieser Plan fürs Erste nicht. Nachdem klar wurde, dass die britischen Kolonialherren sich nicht auf die Forderungen einließen – oder nur in unbedeutenden Teilen – wechselte Ali Jinnah in die Muslim-Liga, in welcher er Präsident wurde und somit entscheidend auf die politische Unabhängigkeit Indiens und die Spaltung des muslimischen (Bangladesch, Pakistan) vom hinduistischen (Indien) Teiles hingearbeitet hat.